# Хоуп, Виктор, 2-й маркиз Линлитгоу
Виктор Александр Джон Хоуп, 2-й маркиз Линлитгоу (англ. Victor Alexander John Hope, 2nd Marquess of Linlithgow; 24 сентября 1887 — 5 января 1952) — британский политик, сельскохозяйственный деятель и администратор колонии. Он служил в качестве генерал-губернатора и вице-короля Индии (1936—1943). Его обычно называли просто Линлитгоу. Занимал пост вице-президента Королевского общества Эдинбурга, канцлера Эдинбургского университета и лорда Верховного комиссара Генеральной Ассамблеи Церкви Шотландии.

## Биография
Хоуп родился 24 сентября 1887 года в Хоптаун Хаус, Южный Квинсферри, Линлитгошир, Шотландия в семье влиятельных шотландских аристократов. Он был старшим сыном Джона Адриана Луи Хоупа, 7-го графа Хоптауна, позже 1-го маркиза Линлитгоу и Херси Эверли-де-Молейнса, графини Хоптуна и позднее маркизы Линлитгоу, дочери четвёртого барона Вентри. Его крёстной матерью была королева Виктория.
Виктора больше интересовала наука, нежели власть и политика. Он получает образование в Итон-колледже и 29 февраля 1908 года сменил своего отца на должности 2-го маркиза Линлитгоу.
В 1912 году, когда ему было всего 25 лет, он был избран членом Королевского общества Эдинбурга. Его авторами были Уильям Тёрнер, Александр Крам Браун, Каргилл Гилстон Нотт и Джеймс Хейг Фергюсон. Он был вице-президентом Общества с 1934 по 1937 год. [3]
Линлитгоу служил офицером на Западном фронте во время Первой мировой войны, командовал Шотландским Королевским батальоном. За свои качества, показанные в боях Хоуп был награждён Офицерским крестом Ордена Британской империи и возведён в звание полковника. После войны лорд Линлитгоу идёт в политику по наставлению своего друга — Уинстона Черчилля, будущего премьер-министра. С его же помощью Хоуп получает должности в Адмиралтействе, а затем переходит в Морское министерство. Был председателем Объединённой партийной организации в 1924 году в течение двух лет. Он также занимал пост президента Лиги военно-морского флота с 1924 по 1931 год, позже- председателем Совета по медицинским исследованиям и руководящего органа Имперского колледжа в Лондоне.
В 1933 году лорду Линлитгоу было предложено возглавить Комиссию по разработке конституционной реформе Индии. Он согласился и в 1936 г. вступил на должность генерал-губернатора Индии, сменив маркиза Уиллингдона. За довольно короткое время Хоуп смог подчинить несколько махараджей, сопротивлявшихся реформе, без применения силы. Он исполнял поручения британской короны, не поддерживая ни одну из национальных фракций Индии и сохраняя нейтралитет.
Линлитгоу был также председателем комитета по распределению и ценам на сельскохозяйственную продукцию и президентом Эдинбургского и Восточно-Шотландского колледжей сельского хозяйства до 1933 года. В 1926 году он был председателем Королевской комиссии по сельскому хозяйству в Индии, которая опубликовала свои выводы в 1928 году. Под влиянием представлений в Королевскую комиссию, «десятилетие спустя, когда он стал вице-королём Индии, он проявил личный интерес к питанию, выдвинув его на вершину повестки дня исследований» [5]. Причиной направления комиссии по сельскому хозяйству при Линлитгоу было «потому что конституционная реформа без реформы в сфере экономики и образования ничего не изменит для улучшения условий жизни массы населения Индии, и это самое главное». [6]

## Семья

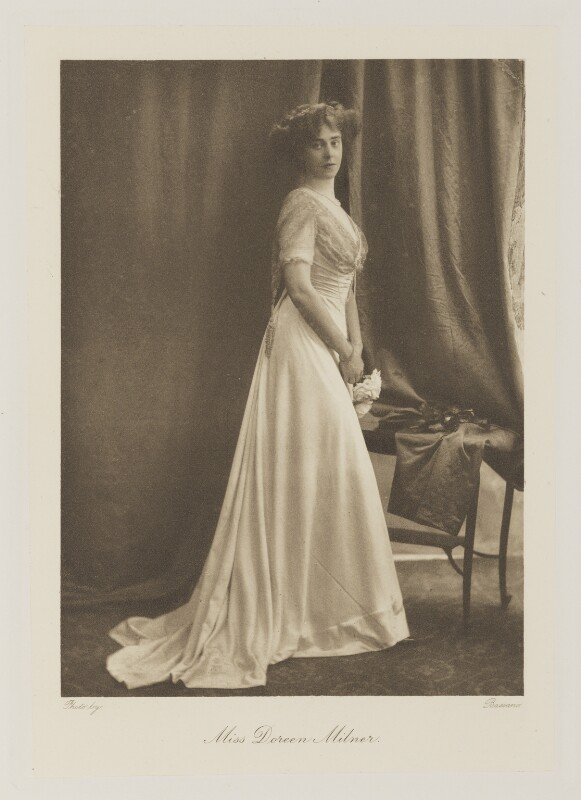
Дорин Мод Хоуп (урожденная Милнер), маркиза Линлитгоу, 1909 год

19 апреля 1911 года Виктор Хоуп женился на Дорин Мод Милнер (1886 — 2 августа 1965), младшей дочери сэра Фредерика Джорджа Милнера, 7-го баронета (1849—1931), и Аделины Гертруды Денисон Беккет-Денисон (1859—1902). У супругов были сыновья-близнецы и три дочери:
- Чарльз Уильям Фредерик Хоуп, 3-й маркиз Линлитгоу (7 апреля 1912 — 7 апреля 1987); унаследовал титул маркиза от своего отца
- Джон Хоуп, 1-й барон Глендевон (7 апреля 1912 — 18 января 1996); стал консервативным государственным деятелем и женился на Элизабет Мэри Моэм, дочери английского писателя Уильяма Сомерсета Моэма
- Леди Энн Аделина Хоуп (27 января 1914—2007[6]), муж с 1939 года лейтенант-коммандер Патрик Генри Джеймс Саутби (1913—2003), от брака с которым у неё было двое детей
- Леди Джоан Изабелла Хоуп (21 сентября 1915—1989[7]), муж с 1952 года полковник Иэн Уильям Гор-Лэнгтон (1914—2003), от брака с которым у неё было двое детей
- Леди Дорин Херси Уинифред Хоуп (17 июня 1920 — 22 января 1997[8]), муж с 1948 года генерал-майор Джордж Эрролл Прайор-Палмер (1903—1977), от брака с которым у неё было двое детей, среди них — Люсинда Грин (род. 1953), известная наездница.